# Arnica chamissonis
Arnica chamissonis é uma espécie de planta com flor pertencente à família Asteraceae. É nativa dos prados úmidos do oeste da América do Norte. 
Geralmente prefere prados úmidos e florestas de coníferas e freqüentemente cresce em altitude e subalpina, até uma altitude de 3.500 metros. As sementes estão prontamente disponíveis e a planta pode ser cultivada em um jardim doméstico.
As folhas são agrupadas em 4 a 10 pares. Possui flores amarelas com folhagem verde de textura média. Produz sementes marrons e tem um período de crescimento ativo da primavera ao verão. Tem um crescimento rizomatoso.
Contém helenalina, uma lactona que é tóxica se ingerida, mas um ingrediente essencial em preparados anti-inflamatórios, de uso externo exclusivamente, como pomadas.